# 3-Methyl-3-butenal
3-Methyl-3-butenal (Isoprenal) ist eine organische Verbindung mit der Summenformel C5H8O aus der Gruppe der Aldehyde mit einer zusätzlichen C=C-Doppelbindung, genauer der Alkenale. Die C=C-Doppelbindung und die Aldehydgruppe stehen isoliert zueinander, ähnlich wie beim 3-Butenal.
Es entsteht durch Oxidation von Isoprenol an Ag/SiO2 bei 500 °C; es ist dabei Zwischenprodukt bei der Darstellung von Citral.